# ريتشارد سوندرز
ريتشارد م.ك. سوندرز مواليد 1964 (بالإنجليزية: Richard M.K. Saunders)‏ هو عالم نبات بريطاني.